# Trophée commémoratif des quatre Broncos
Le Trophée commémoratif des quatre Broncos (en anglais : Four Broncos Memorial Trophy) est un prix de hockey sur glace. Il est remis au meilleur joueur de la Ligue de hockey de l'Ouest chaque saison.

## Histoire
Le trophée honore quatre joueurs des Broncos de Swift Current morts en 1986 lors d'un accident de la route du bus qui les ramenait d'un match (Trent Kresse, Scott Kruger, Chris Mantyka, et Brent Ruff). Il a été remis pour la première fois en 1988 et Joe Sakic, joueur des Broncos a été le premier récompensé. Auparavant, le titre était décerné même si le trophée n'existait pas encore.

## Liste des récipiendaires

### Avant 1988
| Saison    | Récipiendaire     | Équipe                    |
| --------- | ----------------- | ------------------------- |
| 1966-1967 | Gerry Pinder      | Blades de Saskatoon       |
| 1967-1968 | Jim Harrison      | Bruins d'Estevan          |
| 1968-1969 | Bobby Clarke      | Bombers de Flin Flon      |
| 1969-1970 | Reg Leach         | Bombers de Flin Flon      |
| 1970-1971 | Ed Dyck           | Centennials de Calgary    |
| 1971-1972 | John Davidson     | Centennials de Calgary    |
| 1972-1973 | Dennis Sobchuk    | Pats de Regina            |
| 1973-1974 | Ron Chipperfield  | Wheat Kings de Brandon    |
| 1974-1975 | Bryan Trottier    | Hurricanes de Lethbridge  |
| 1975-1976 | Bernie Federko    | Blades de Saskatoon       |
| 1976-1977 | Barry Beck        | Bruins de New Westminster |
| 1977-1978 | Ryan Walter       | Thunderbirds de Seattle   |
| 1978-1979 | Perry Turnbull    | Winter Hawks de Portland  |
| 1979-1980 | Doug Wickenheiser | Pats de Regina            |
| 1980-1981 | Steve Tsujiura    | Tigers de Medicine Hat    |
| 1981-1982 | Mike Vernon       | Wranglers de Calgary      |
| 1982-1983 | Mike Vernon       | Wranglers de Calgary      |
| 1983-1984 | Ray Ferraro       | Wheat Kings de Brandon    |
| 1984-1985 | Cliff Ronning     | Bruins de New Westminster |
| 1985-1986 | Rob Brown         | Blazers de Kamloops       |
| 1985-1986 | Emanuel Viveiros  | Raiders de Prince Albert  |
| 1986-1987 | Rob Brown         | Blazers de Kamloops       |
| 1986-1987 | Joe Sakic         | Broncos de Swift Current  |

### Depuis 1988
| Saison    | Récipiendaire      | Équipe                   |
| --------- | ------------------ | ------------------------ |
| 1987-1988 | Joe Sakic          | Broncos de Swift Current |
| 1988-1989 | Stu Barnes         | Americans de Tri-City    |
| 1989-1990 | Glen Goodall       | Thunderbirds de Seattle  |
| 1990-1991 | Ray Whitney        | Chiefs de Spokane        |
| 1991-1992 | Steve Konowalchuk  | Winter Hawks de Portland |
| 1992-1993 | Jason Krywulak     | Broncos de Swift Current |
| 1993-1994 | Sonny Mignacca     | Tigers de Medicine Hat   |
| 1994-1995 | Marty Murray       | Wheat Kings de Brandon   |
| 1995-1996 | Jarome Iginla      | Blazers de Kamloops      |
| 1996-1997 | Peter Schaefer     | Wheat Kings de Brandon   |
| 1997-1998 | Sergei Varlamov    | Broncos de Swift Current |
| 1998-1999 | Cory Rudkowsky     | Thunderbirds de Seattle  |
| 1999-2000 | Brad Moran         | Hitmen de Calgary        |
| 2000-2001 | Justin Mapletoft   | Rebels de Red Deer       |
| 2001-2002 | Dan Hamhuis        | Cougars de Prince George |
| 2002-2003 | Josh Harding       | Pats de Regina           |
| 2003-2004 | Cam Ward           | Rebels de Red Deer       |
| 2004-2005 | Eric Fehr          | Wheat Kings de Brandon   |
| 2005-2006 | Justin Pogge       | Hitmen de Calgary        |
| 2006-2007 | Kris Russell       | Tigers de Medicine Hat   |
| 2007-2008 | Karl Alzner        | Hitmen de Calgary        |
| 2008-2009 | Brett Sonne        | Hitmen de Calgary        |
| 2009-2010 | Jordan Eberle      | Pats de Regina           |
| 2010-2011 | Darcy Kuemper      | Rebels de Red Deer       |
| 2011-2012 | Brendan Shinnimin  | Americans de Tri-City    |
| 2012-2013 | Adam Lowry         | Broncos de Swift Current |
| 2013-2014 | Sam Reinhart       | Ice de Kootenay          |
| 2014-2015 | Oliver Bjorkstrand | Winterhawks de Portland  |
| 2015-2016 | Dryden Hunt        | Warriors de Moose Jaw    |
| 2016-2017 | Sam Steel          | Pats de Regina           |
| 2017-2018 | Carter Hart        | Silvertips d'Everett     |
| 2018-2019 | Joachim Blichfeld  | Winterhawks de Portland  |
| 2019-2020 | Adam Beckman       | Chiefs de Spokane        |
| 2020-2021 | Peyton Krebs       | Ice de Winnipeg          |
| 2021-2022 | Logan Stankoven    | Blazers de Kamloops      |
| 2022-2023 | Connor Bedard      | Pats de Regina           |
| 2023-2024 | Jagger Firkus      | Warriors de Moose Jaw    |
| 2024-2025 | Gavin McKenna      | Tigers de Medicine Hat   |